# Provinz Larache
Larache (arabisch إقليم العرائش, Tamazight: ⵜⴰⵙⴳⴰ ⵏ ⵍⵄⵔⴰⵢⵛ) ist eine Provinz in Marokko. Sie gehört zur Region Tanger-Tétouan-Al Hoceïma und liegt im Norden des Landes, an der Küste des Atlantik. Die Provinz hat 472.386 Einwohner (2004).

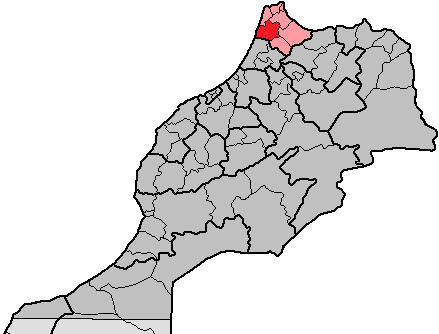
Lage der Provinz Larache in Marokko

## Größte Orte
| Gemeinde         | Einwohner (2. Sep 1994) | Einwohner (2. Sep 2004) |
| ---------------- | ----------------------- | ----------------------- |
| Ksar el Kebir    | 107.003                 | 107.380                 |
| Larache          | 90.131                  | 107.371                 |
| Laouamra         | 29.514                  | 35.161                  |
| Zouada           | 18.985                  | 20.930                  |
| Beni Garfett     | 18.032                  | 16.393                  |
| Sahel            | 15.248                  | 15.785                  |
| Rissana Janoubia | 14.841                  | 15.890                  |
| Souk L'Qolla     | 14.565                  | 16.903                  |
| Souk Tolba       | 13.175                  | 13.142                  |

## Geschichte
Bis 2015 gehörte die Provinz Larache zur Region Tanger-Tétouan.